# Џорџтаун (Кентаки)
Џорџтаун (енгл. Georgetown) град је у америчкој савезној држави Кентаки.

## Демографија
По попису из 2010. године број становника је 29.098, што је 11.018 (60,9%) становника више него 2000. године.
| Група             | 2000.          | 2010.          |
| Белци             | 15.874 (87,8%) | 24.864 (85,4%) |
| Афроамериканци    | 1.449 (8,0%)   | 2.024 (7,0%)   |
| Азијати           | 115 (0,6%)     | 350 (1,2%)     |
| Хиспаноамериканци | 360 (2,0%)     | 1.251 (4,3%)   |
| Укупно            | 18.080         | 29.098         |